# ホールモニター
ホールモニター（英: Hall monitor） とは、学校内において、学校の廊下で秩序を保つ役割を受け持った学生ボランティアか、類似の職務を果たす大人の専門職の助手のスタッフメンバーのことを指す。
学生は成熟さや責任感があると見なされてホールモニターとして選ばれるか、ローテーションで任命されることがある。

## 職務と機能
アメリカ合衆国では特定の職務は施設により異なるが、ホールモニターは一般的にホールパスをチェックし、廊下での全体的な良い行動を維持し、生徒が授業に時間通りに出席することを確認する。ホールモニターは、休憩中に不正入学を防ぐために学校のドアに配置されることもあり、その場合、彼らはドアモニターとも呼ばれることがある。
一部の学校では、ホールモニターは他の生徒には与えられない追加の特権や権限を受けることがある。
マルタでは、少数の学校がホールモニターを持っており、主にドア、クラス、ホールのモニターである。彼らの仕事は、授業が始まる前や休み時間中に誰もクラスに入れないようにすることである。クラスモニターは監督生のようなものだが、先生が朝の最初の授業に来るまで、または休み時間のすぐ後までクラスに留まる。
オンタリオ州（カナダ）では、ホールモニター（存在する場合）は学生ボランティアではなく、実際には給与を受け取る警備員であり、廊下を巡回し、中等学校内の安全を維持する。中等学校の大きさにより、ホールモニターは1-4人いるかもしれない。
インドでは、ホールモニターという役割は、授業で教師を助ける役割だけのものである。
韓国では、ホールモニターは廊下を歩き回らない。朝、彼らは学校全体に配置され、制服を正しく着ていない生徒や学校に遅れた生徒を探す。彼らはそれらの生徒を捕まえ、名前を書き留めて彼らに減点がつくようにする。もし減点が繰り返された場合、彼らは学校のための地域奉仕活動などを通じて、処罰を受けることになる。それ以後にさらに多く減点が続いた場合、停学や退学が考慮される。